# Carmen Moreno Pérez
Carmen Moreno (Cádiz, 12 de marzo de 1974) es una escritora y editora española. Su obra destaca por la defensa de los derechos de la mujer y del colectivo LGTBI+, como se refleja en su poemario Más que morir (Madrid, 2006), en el que se enfrenta a la violencia machista a través de su narrativa.

## Biografía
Moreno nació en 1974 en Andalucía. Es licenciada en Filología Hispánica por la Universidad de Cádiz, y tiene un Máster en Contabilidad y Finanzas por el CEREM International Business School. También ha realizado el Máster en Edición por la Universidad de Salamanca.
En 1996, trabajó con el escritor gaditano Fernando Quiñones en sus libros Crónicas Yugoslavas y en Y al Sur, Jimena. También en esos años colabora en varias antologías, así como en Diario de Cádiz y en la Cadena SER. En 2006, se trasladó a Madrid, donde trabaja como Asesora técnica de cultura para el Ministerio de Igualdad y como correctora ortotipográfica para las editoriales Fondo de Cultura Económica de España y Hotel Papel. En 2009, trabajó temporalmente como guionista para el programa Cifras y letras de Televisión Española. Entre los años 2009 y 2010, trabajó como Asesora Técnica de Cultura del Instituto de la Juventud (INJUVE) en Madrid y como colaboradora de la publicación Revista de Letras.
En 2011, lanzó Colaterales, una plataforma ciudadana de fomento de la lectura y las artes en Cádiz que tuvo su sede en la sala cultural Pay Pay. En 2014, regresó a Cádiz donde comenzó su labor editorial al frente de Cazador de Ratas (posteriormente reconvertido en Cazador). Con este sello recibió en 2017 el premio Ultratumba por su apuesta editorial en el género de terror y gótico.
También ha participado en diversas actividades de fomento de la lectura y la escritura para el Ayuntamiento de Cádiz y la Diputación Provincial de Cádiz. Con esta institución recorrió toda la provincia con el programa "El club de las poetas muertas". Además, colabora habitualmente con el Centro Andaluz de las Letras (CAL) en programas como el PoetiCAL.
Se ha mostrado como una firme defensora del colectivo LGTB+ en la literatura, dando voz a los colectivos menos favorecidos. Así, tanto desde su labor como escritora como desde la vertiente editorial ofrece una visión dura y firme de lo que conlleva la lucha contra el machismo en su campo de trabajo, reivindicando a las mujeres como protagonistas de las obras.

## Premios
La trayectoria como escritora de Carmen Moreno está jalonada de Premios y reconocimientos nacionales:
- Premio Nacional de Relato Corto Fernando Quiñones (2001).
- Premio Andalucía Joven en la modalidad de Arte (2002).
- Premio Nacional de Relato Corto Pilar Paz Pasamar (2004).
- Premio Nacional de Poesía Taurina Memorial “Juan José Maroto” (2004).
- 3ª del Premio Nacional de Relato Corto Fernando Quiñones (2005).
- 3ª del Premio Nacional de Poesía “Ciudad de Torrevieja” (2009).
- Premio Internacional de Poesía de la Orden de Quevedo[11] (2009).
- Finalista del Concurso de Relatos Cortos Luis del Val. (2010).

## Obra

### Relatos y ensayos
- Tocando el cielo (Quorum, Cádiz, 2002)
- El temor inevitable (Ediciones En Huida, Sevilla, 2015)
- De lo urbano y lo divino (Ediciones EmeGé, Algeciras, 2016)
- Sin habitación propia (Fundación Novoneyra, Santiago de Compostela, ensayo, 2016)

### Poesía
- Plano Urbano (Quorum, Cádiz, 1996)
- Sombra mía (Sevilla, 2000)
- La Tregua de la piel (Diputación de Cádiz, Cádiz, 2004)
- Asfalto Bíblico (Aristas de Cobre, Córdoba, 2002)
- Más que morir (Madrid, 2006), en la que se enfrenta a la violencia machista desde sus letras.[1]
- Como el agua a tu cuerpo (Vitruvio, Madrid, 2009)
- Cuando dios se equivoca (EH Editores, Jerez de la Frontera, 2010)
- Moscú entre clavículas (Madrid, 2012)
- Relámpagos (LVR, Madrid, 2013)
- Irremediablemente. Deconstrucción (Ediciones En Huida, Sevilla, 2014)

### Libros infantiles
- Los ojos de Sara (Editorial Conexión Gráfica, México, 2011)
- Hypatia. La contadora de estrellas (Editorial Conexión Gráfica, México, 2011)

### Cuentos ilustrados
- Lightning P38 (Centro de Arte Monderno, Madrid, 2012)

### Novela
- Principito debe Morir (Sportula, Gijón, 2013)
- Principito debe Morir reedición (Lapsus Calami, Madrid, 2013)
- Una última cuestión (Cazador de Ratas, Cádiz, 2015)
- Sherlock Holmes y las sombras de Whitechapel (Licenciado Vidriera, 2016)
- Mala sangre (Apache, 2017)

### Cómic
- Adaptación de Principito debe morir a cómic (Universo cómic, 2016)

### Antologías en las que aparece
- 11 inicial. Última poesía en Cádiz (Cádiz, 2002)
- La mirada íntima (Jerez, 2003)
- Ilimitada voz. Antología de poetas españolas 1940-2002 (Cádiz, 2003)
- Reinas de Tarifa. Antología de poetas gaditanas actuales (Huelva, 2004)
- El placer de la escritura o Nuevo Retablo de Maese Pedro (Cádiz, 2005)
- Aquí y Ahora (Madrid, 2008)
- Y para qué + poetas (Centro Andaluz de las Letras, Sevilla, 2010)
- Blanco nuclear (Sial, Madrid, 2011)
- Lunta (antología realizada de cuentos en Finlandia, 2012)
- Nube (Ediciones Enhuida, Sevilla, 2013)
- 13 Puñaladas (Cádiz, Dosmil Locos, 2013)
- Más allá de Némesis (Sportula, Gijón, 2013)
- Aventureros (Montevideo, 2015)
- Historia de Mujeres (MAR Editorial, Madrid, 2015)
- Lecciones de asesinos expertos (La Esfera Cultural, 2016)
- Onírica. Hijos de Iquelo[12] (James Crawford Publishing, 2016. Digital)
- Los caballeros las prefieren muertas (Algaida Editores, 2022)

### Antologías realizadas
- Antología poética de César Vallejo (Vitruvio, 2010)
- Mujeres que aman a mujeres (Vitruvio, 2012)
- Salitre 15. Nueva poesía gaditana (Ediciones En Huida, 2015)